# حركة الاستقلال الصقلية
حركة الاستقلال الصقلية (بالإيطالية: Movimento Indipendentista Siciliano)‏ هي طرف صقلي سياسي انفصالي كان نشطاً في صقلية بين عامي 1943 حتى 1951. حققت الحركة أفضل نتائجها الانتخابية في 1947 عندما فازت بنحو 8.8 ٪ من الأصوات و تسعة نواب إقليميين.